# Walensee-Bühne

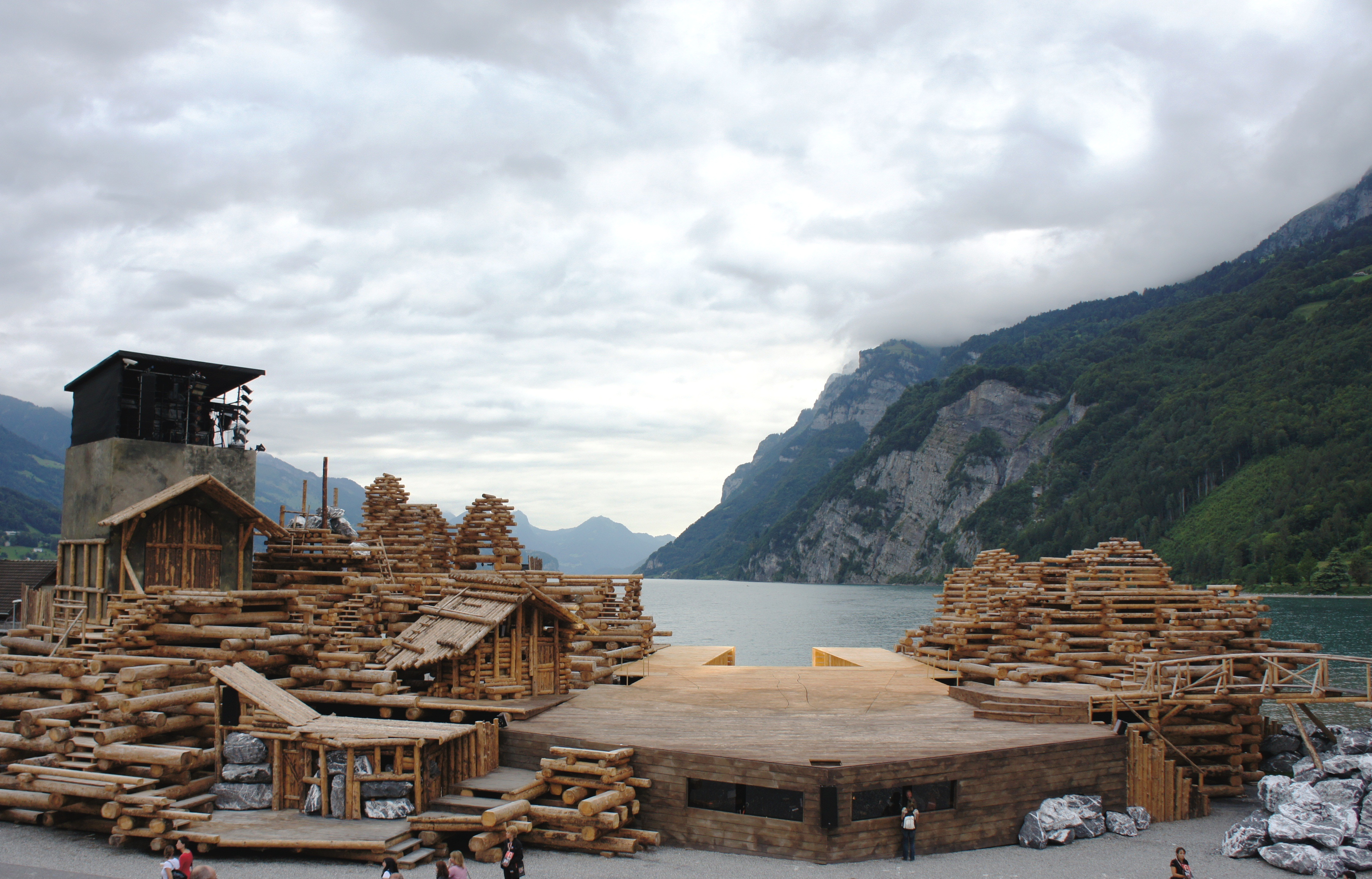
Die Bühne für Tell – Das Musical

Die Walensee-Bühne ist eine Freilichtbühne in Walenstadt im Kanton St. Gallen in der Schweiz, auf der seit 2005 Musicals aufgeführt werden.

## Aufführungen
Auf der Walensee-Bühne finden seit 2005 von Mitte Juli bis Ende August an 25 Spieltagen Musicalveranstaltungen statt, seit 2008 nur jedes zweite Jahr. Veranstalter der Walensee-Bühne ist die seit 2010 die TSW Musical AG, zuvor war dies die TSW Event AG. Die Bühne wird jeweils am Walensee errichtet und nach der Veranstaltung wieder abgebaut. Die Openair-Tribüne bietet rund 2000 Sitzplätze. Die Produktionen verzeichneten jeweils bis zu 50'000 Besucher je Spielsaison.
Die für das Jahr 2020 geplante Produktion Flashdance musste wegen der Covid-19-Pandemie zweimal verschoben werden und feiert nun am 15. Juni 2022 Premiere.

## Spielplan
| Saison | Titel des Musicals                     | Bemerkungen     | Zuschauer |
| ------ | -------------------------------------- | --------------- | --------- |
| 2005   | Heidi – Das Musical, Teil 1            | Uraufführung    | -         |
| 2006   | Heidi – Das Musical, Teil 1            | Wiederaufnahme  | -         |
| 2007   | Heidi – Das Musical, Teil 2            | Uraufführung    | -         |
| 2008   | Heidi – Das Musical, Teil 2            | Wiederaufnahme  | 27'000    |
| 2010   | Die schwarzen Brüder – Das Musical     | Neuinszenierung | 41'000    |
| 2012   | Tell – Das Musical                     | Uraufführung    | 33'500    |
| 2014   | My Fair Lady                           | Neuinszenierung | 36'000    |
| 2015   | Titanic – Das Musical                  | Neuinszenierung |           |
| 2017   | Saturday Night Fever – Das Musical     | Neuinszenierung |           |
| 2018   | Die Schöne und das Biest – Das Musical | Neuinszenierung |           |
| 2022   | Flashdance – Das Musical               | Neuinszenierung |           |
| 2024   | Heidi – Das neue Musical               | Uraufführung    |           |
| 2026   | Chaplin – Das Musical                  | Neuinszenierung |           |

## Produktionen
Der Gallissas Theaterverlag entwickelt jeweils im Auftrag der TSW Musical AG neue Stoffe für die Walensee-Bühne.

### Heidi – Das Musical – Teil 1 (2005 & 2006)
Heidi – Das Musical basiert auf dem ersten Heidi Roman von Johanna Spyri und wurde auf Englisch für die Walensee-Bühne entwickelt. Buch und Gesangstexte sind von Shaun McKenna, die Musik ist von Stephen Keeling, die deutsche Übersetzung stammt von Anja Hauptmann und das Creative Development von John Havu. Das Stück wurde 2005 uraufgeführt und 2006 aufgrund der grossen Nachfrage erneut gespielt. Ab Dezember 2006 wurde das Stück auch im Anhaltischen Theater in Dessau gespielt.

### Heidi – Das Musical – Teil 2 (2007 & 2008)
Heidi – Das Musical – Teil 2 ist eine Fortsetzung des ersten Heidi-Musicals und basiert auf dem zweiten Heidi Roman von Johanna Spyri. Das Kreativteam blieb das gleiche wie schon bei Heidi – Das Musical, die Übersetzung ins Deutsche kam jedoch von Stefan Huber. Das Stück wurde 2007 uraufgeführt und 2008 erneut gespielt. Nachdem 2008 nur 27'000 Zuschauer statt der erwarteten 45'000 Zuschauern das Stück sahen, musste die TSW Event AG in die Insolvenz gehen, weshalb es im Jahr 2009 keine weitere Produktion eines Heidi-Musicals in Walenstadt gab.

### Heidi – Das Musical – Teil 3
Das Kreativteam von Heidi 1 und 2 schrieb noch ein drittes Musical aus der Lebensgeschichte von Johanna Spyri und den Heidi-Romanen. Dieses wurde jedoch bis heute noch nicht aufgeführt.

### Die schwarzen Brüder – Das Musical (2010)
Die Neuinszenierung von Die schwarzen Brüder – Das Musical wurde 2008 unter der Regie von Holger Hauer auf der Walensee-Bühne aufgeführt. Christoph Weyers und Armin Werner waren zuständig für Bühnenbild und Kostüme, Andreas Felber war musikalischer Leiter. Die Choreografie übernahm Andrea Kingston. Das Musical erzählt die Schweizergeschichte der Verdingkinder. Rund 41'000 Besucher verfolgten diese Geschichte über zwei Kaminfegerjungen (Giorgio und Alfredo) auf der Walensee-Bühne.

### Tell – Das Musical (2012)

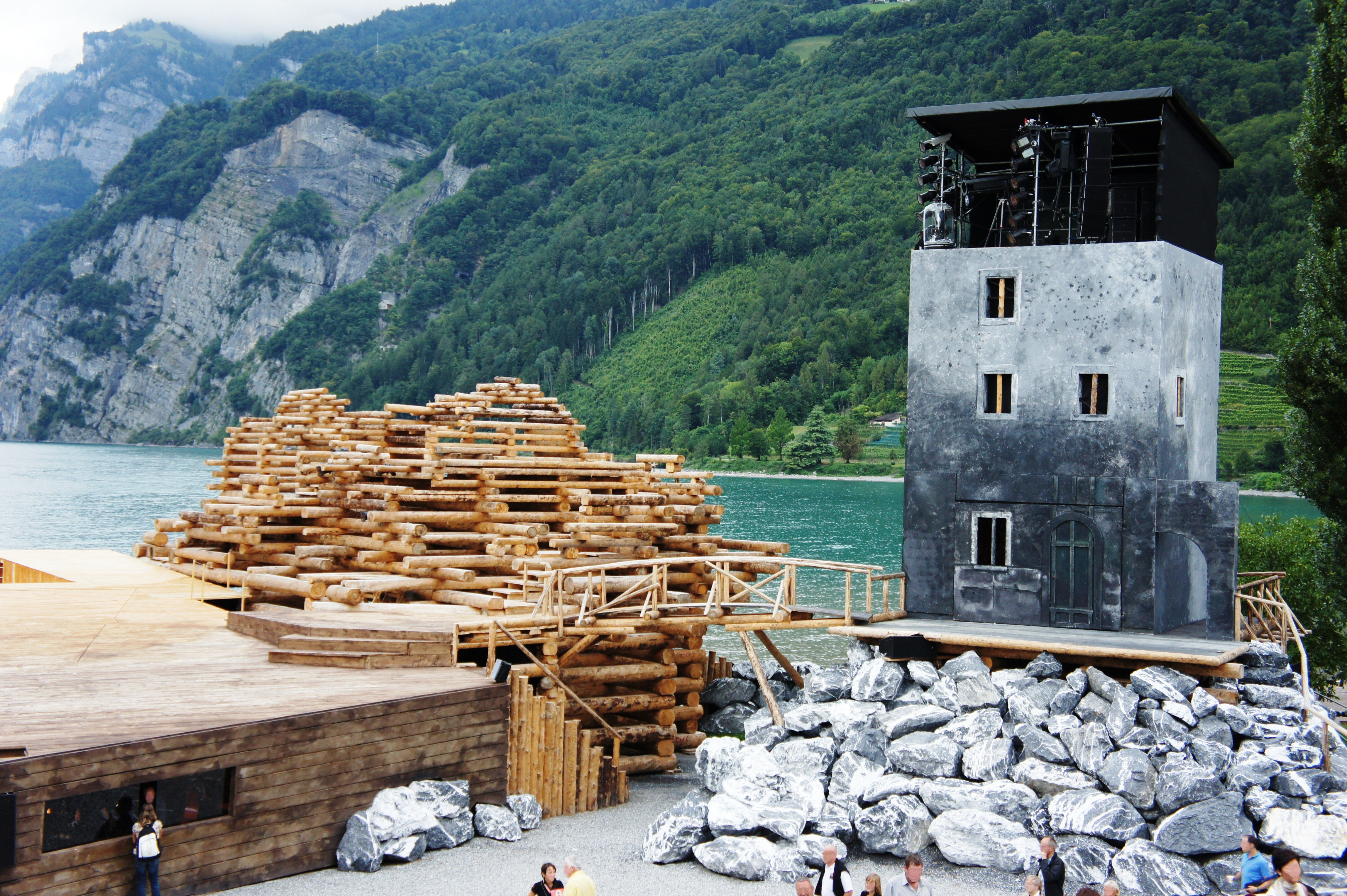
Viel Rundholz und mächtige Steine für das Bühnenbild Tell – Das Musical

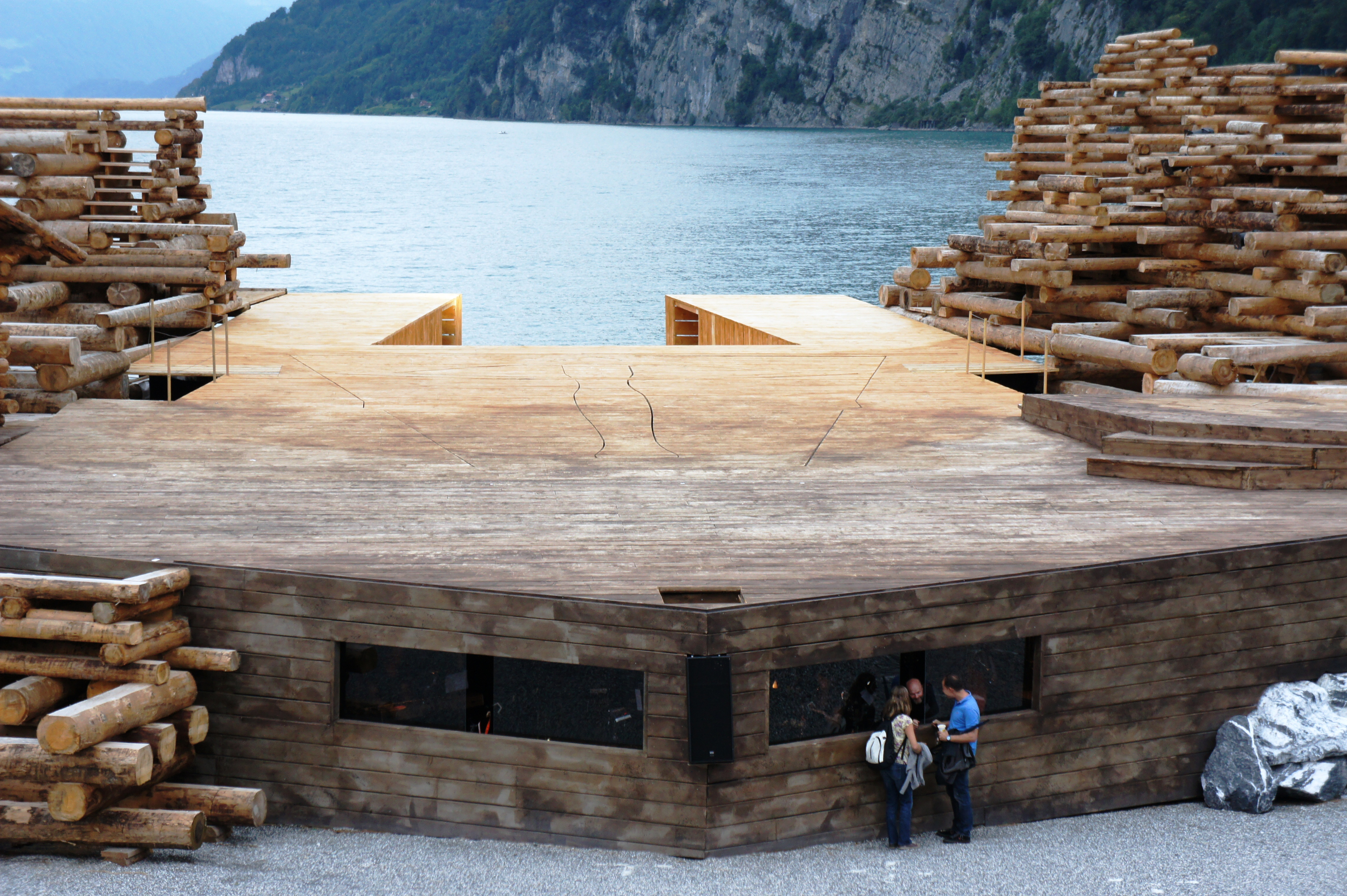
Teilansicht der Bühne für Tell – Das Musical mit mechanisch bewegbarer Oberfläche

Tell – Das Musical von Marc Schubring (Musik), Wolfgang Adenberg (Liedtext), Hans Dieter Schreeb (Buch) und John Havu (Entwicklung) nach dem Drama Wilhelm Tell von Friedrich Schiller wurde 2012 uraufgeführt. Die Regie führten Nico Rabenald und Christopher Tölle, für die Ausstattung war Christoph Weyers verantwortlich.
Die Bühne war mit 60 Meter Breite, 30 Meter Tiefe und 13 Meter Höhe die grösste Anlage, die bisher für die Walensee-Bühne aufgestellt wurde. Dabei wurden 4'500 Laufmeter Rundholz und 200 Tonnen Felsbrocken sowie Türme und Spielflächen aus Baugerüsten verwendet. Mittig in der Spielfläche befand sich eine asymmetrisch geformte hydraulische Wippe. Auf dieser befand sich wiederum eine, ebenfalls im Bühnenboden integrierte, hydraulisch bewegte Armbrust-Silhouette, aus der ein beleuchteter Pfeil ausgefahren werden konnte. Es wurden mehr als 33'500 Tickets verkauft.

### My Fair Lady (2014)
Das Musical My Fair Lady wurde 2014 unter der Regie von Stanislav Moša für die Walensee-Bühne neu inszeniert und aufgeführt. In den Hauptrollen spielten Eveline Suter als Eliza Doolittle, Alexander Franzen als Professor Higgins, Sabina Schneebeli als Mrs. Higgins, Christoph Wettstein als Oberst Pickering, Patric Scott als Freddy Eynsford-Hill, Dorothée Reize als Mrs. Eynsford-Hill, Cécile Gschwind als Mrs. Pearce sowie Urs Affolter als Alfred P. Doolittle. Für das Bühnenbild war Christoph Weyers zuständig, es umfasste eine 20 Meter breite Drehbühne sowie eine 50 Meter lange und 13 Meter hohe Stahl-Kulisse, welche die alte Skyline von London repräsentierte.
Die Inszenierung entstand in Zusammenarbeit mit dem Theater der Stadt Brünn in Tschechien.